# Mucoromicotins
El mucoromicotins (Mucoromycotina) són una subdivisió de fongs, l'única de la divisió o fílum dels mucoromicots (Mucoromycota) d'afinitats incertes.
Inclou moltes espècies de creixement ràpid. La majoria són sapròfits, fitopatògens i micoparàsits. Alguns indueixen micosis en humans.

## Taxonomia
Segons la darrera actualització de la classificació dels fongs, inclou tres classes:
- Classe Endogonomycetes
- Classe Mucoromycetes
- Classe Umbelopsidomycetes